# Алёшинская
Алёшинская — деревня в Вязниковском районе Владимирской области России, входит в состав муниципального образования «Посёлок Никологоры».

## География
Деревня расположена в 9 км на юго-восток от центра поселения рабочего посёлка Никологоры и в 28 км на юго-запад от райцентра Вязников.

## История
В конце XIX — первой четверти XX века деревня входила в состав Никологорской волости Вязниковского уезда. 
С 1929 года деревня входила в состав Ямского сельсовета Вязниковского района, с 1935 года — в составе Никологорского сельсовета Никологорского района, с 1963 года — в составе Октябрьского сельсовета Вязниковского района, с 1981 года — в составе Приозёрного сельсовета, с 2005 года — в составе муниципального образования «Посёлок Никологоры».

## Население
| 1859 | 1905 | 1926 | 2002 | 2010 | 2021 |
| ---- | ---- | ---- | ---- | ---- | ---- |
| 176  | ↘174 | ↗247 | ↘12  | ↘9   | ↘8   |

## Инфраструктура
Личное подсобное хозяйство с зоной сельскохозяйственного использования, индивидуальная застройка усадебного типа. В 1859 году в деревне числилось 18 дворов, в 1905 году — 23 двора, в 1926 году — 43 двора.

## Транспорт
Деревня доступна автотранспортом по подъездной дороге с региональной автодороги 17Н-22. 